# Руфин Аквилейски
Тираний Руфин или Руфин Аквилейски (на латински: Tyrannius Rufinus, Rufinus Aquileiensis, * ок. 345 в Конкордия при Аквилея; † 400/411/412 в Месина на Сицилия) е монах, историк и теолог. Той е известен със своите преводи от гръцки налатински на християнски произведения, най-вече тези на Ориген.
Около 370 г. той вече живее в монашеска общност в Аквилея, където се среща с Йероним Блажени. Около 372 г. Руфин тръгва след Йероним към Източното Средиземноморие и за известно време учи в Александрия при Дидим Слепеца. Там се сприятелява със стареца Макарий и други аскети в пустинята. В Египет, а може би още преди да напусне Италия, той установява близки отношения с Мелания Старша, богата и благочестива римска вдовица. Когато тя се премества в Палестина заедно с група духовници и монаси, преследвани от арианския император Валент, Руфин я последва и през 380 г. се установява в Йерусалим.
Dокато неговата покровителка живее в свой манастир в града, Руфин, с нейна помощ, основава нов манастир на Елеонския хълм и се посвещава на изучаването на гръцката теология. Това съчетание на съзерцателен живот и интелектуално търсене вече процъфтява в египетските манастири. Когато през 386 г. Йероним пристига във Витлеем, тяхното приятелство от Аквилея се подновява. Няколко години по-късно Йероним и неговата покровителка Паула създават подобна общност във Витлеем. Един от най-близките приятели на Руфин е Йоан II, епископ на Йерусалим, който преди това е бил монах в Нитрийската пустиня и който през 390 г. го ръкополага за свещеник.
През 394 г. посещението на Епифаний от Саламис в Йерусалим и неговите нападки срещу учението на Ориген водят до ожесточен спор, в който Руфин и Йероним се оказват на противоположни страни. Въпреки че и двамата първоначално са възхищават на Ориген, Йероним започва да смята, че Руфин не е достатъчно остър в критиките си към него. Три години по-късно се стига до официално помирение между Йероним и епископ Йоан, когото Руфин подкрепя, но то се оказва временно.
През есента на 397 г. Руфин отплава за Рим, където, виждайки силния интерес към източните богословски спорове, публикува латински превод на „Апологията на Памфил в защита на Ориген“. В приложение към нея той твърди, че спорните места в учението на Ориген произлизат от интерполации и фалшификации на оригиналния текст. 
В превода си на „За началата“ (Περὶ Ἀρχῶν), издаден през 398–399 г., Руфин смекчава някои от най-оспорваните пасажи. В предговора си той нарича Йероним привърженик на Ориген, което силно го разгневява. В резултат избухва ожесточена полемика, довела до написването на „Срещу Йероним“ от Руфин и „Срещу Руфин“ от Йероним.
Подтикнат от Теофил Александрийски, папа Анастасий I (399–401) призовава Руфин в Рим, за да защити своята ортодоксалност. Руфин отказва да се яви лично и вместо това изпраща писмена „Апология в защита на вярата си“. В отговора си папата категорично осъжда Ориген, но оставя въпроса за ортодоксалността на Руфин на неговата съвест. Въпреки това в църковните среди Руфин е гледан с подозрение.
През първото десетилетие на V век Руфин продължава активно да превежда Ориген. Той превежда беседи върху целия Хептатех (първите седем книги на Библията), с изключение на Второзаконие, както и беседи върху избрани псалми, „Песен на песните“ и Първа книга Царства. През 405–406 г. неговият превод на „Коментар върху Посланието до римляните“ на Ориген подновява дебатите около предопределението и свободната воля, които скоро ще станат централна тема в спора между Августин и Пелагий.
Руфин също превежда други важни съчинения, сред които „Църковна история“ на Евсевий Кесарийски. По молба на епископ Хроматий от Аквилея той изготвя този превод през 401 г., като своеобразен отговор на ужаса, породен от готските нашествия в Италия. В своята версия той пропуска голяма част от десетата книга на Евсевий, съкращавайки я в деветата, а на места коригира разказа и добавя два собствени тома, за да доведе историята до смъртта на Теодосий Велики през 395 г.
Подобни преводи често са правени по поръчка или за конкретна аудитория, което предполага, че Руфин работи с подкрепата на приятели и покровители. Между 397 и 408 г. той живее в Италия, главно в Рим и Аквилея. През 408 г. се оттегля в манастира Пинетум, вероятно в Кампания, след като Аларих навлиза в Северна Италия. Когато през 410 г. готите опустошават Рим, Руфин бяга в Сицилия заедно с Мелания Младша. Там, през 411 г., умира.

## Творчество
Руфин пише коментар върху Символа на вярата на апостолите, който свидетелства за употребата и тълкуването му в Италия през IV век. Той съставя и „Църковна история“, която хвърля светлина върху събитията в Християнската църква.
Много от запазените му произведения представляват защитни речи срещу нападките на Йероним Блажени. В съчинението „За фалшифицирането на книгите на Ориген“ той се стреми да докаже, че спорните моменти в учението на Ориген произлизат от интерполации и подправки на оригиналния текст. В „За благословиите на дванадесетте патриарси“ излага тълкуване на глава 49 от Битие. 
В „Апология“ и „Апология в защита на вярата до папа Анастасий“ се защитава срещу обвиненията на Йероним. В „История на пустинниците“ описва живота на тридесет и трима монаси от Нитрийската пустиня.
В миналото антиисигенисткото съчинение „За вярата“ често се приписва на Руфин Аквилейски, но днес по-често се счита за дело на Руфин Сирийски.
Руфин активно превежда от гръцки на латински. Той превежда „Църковна история“ на Евсевий Кесарийски и я допълва със събития от времето на Константин I до смъртта на Теодосий I през 395 г. Трудът излиза в 402 или 403 г.
Неговият превод съхранява единствено оцелелите текстове от „Тълкувание върху Посланието до римляните“ на Ориген, както и много от неговите беседи върху Стария завет. Пълният текст на „За началата“ на Ориген също достига до нас само чрез превода на Руфин. Йероним, първоначално негов приятел, впоследствие се обръща срещу него и пише поне три съчинения в опозиция на възгледите му, като осъжда неговите преводи за неточни. В опит да замести превода на Руфин, Йероним изготвя свой превод на „За началата“, но той не е запазен.
Сред другите преводи на Руфин се открояват:
- „Наставления за монасите“ и някои от беседите на Василий Велики,
- „Апологията“ на Памфил,
- Беседи на Ориген (върху Битие, Левит, Числа, Иисус Навин, Царе, както и върху Песен на песните и Посланието до римляните),
- „За истинската вяра в Бога“ от Псевдо-Ориген (Адамантий),
- Малки съчинения на Григорий Назиански,
- „Сентенции“ на неизвестния гръцки философ Сикст,
- „Сентенции“ на Евагрий,
- „Климентовите разпознавания“, които са запазени единствено в този превод,
- „Пасхалният канон“ на Анатолий Александрийски,
- „Юдейски древности“ и „Юдейската война“ на Йосиф Флавий.

Така Руфин се утвърждава не само като историк и богослов, но и като един от най-значимите преводачи на късната античност.